# マット・ウィーバー
マット・ウィーバー（Matt Weaver、1990年1月27日 - ）は、アメリカ合衆国・ニュージャージー州ブラウンズミルズ出身の元プロ野球選手（内野手、投手）。

## 経歴

### プロ入りとブレーブス傘下時代
2009年のMLBドラフトでアトランタ・ブレーブスから9巡目（全体268位）で指名され入団。この年は、傘下ルーキー級のガルフ・コーストリーグ・ブレーブスで11試合、傘下ルーキー+級のダンビル・ブレーブスで35試合に出場した。
2010年は、傘下A級のローム・ブレーブスで100試合に出場し、打率.267、2本塁打、37打点の成績を残した。
2011年は、傘下A+級のリンチバーグ・ヒルキャッツ、傘下A級のローム・ブレーブス、傘下ルーキー級のガルフ・コーストリーグ・ブレーブスで計67試合に出場し、打率.267、4本塁打、25打点の成績を残した。
2012年は、傘下A+級のリンチバーグ・ヒルキャッツで87試合に出場し、打率.216、10本塁打、32打点の成績を残した。9月には、ドイツ系アメリカ人として第3回WBC予選のドイツ代表に選ばれた。
2013年は、傘下A+級のリンチバーグ・ヒルキャッツで93試合に出場し、打率.224、3本塁打、35打点の成績を残した。
2014年は、投手として傘下ルーキー+級のダンビル・ブレーブスで4試合、傘下A級のローム・ブレーブスで7試合に出場し、合計で0勝0敗、防御率6.59の成績を残した。7月24日に自由契約となった。

### 独立リーグ時代
ブレーブス退団後の2014年7月にフロンティアリーグのジョリエット・スラマーズと契約を結び、再び野手として28試合に出場した。この年限りで現役を引退した。